# Hôtel Joyeuse
L'hôtel Joyeuse est un hôtel particulier situé à Amboise. 

## Historique
L'hôtel est construit au XVIe siècle. À la suite d'un incendie, il est restauré, sans doute par Ruprich-Robert, au XIXe siècle.
L’architecte italien, Fra Giocondo, y travailla au début du XVIe siècle pour le roi
Charles VIII.
Le monument fait l’objet d’une inscription au titre des monuments historiques depuis le 29 octobre 1941.

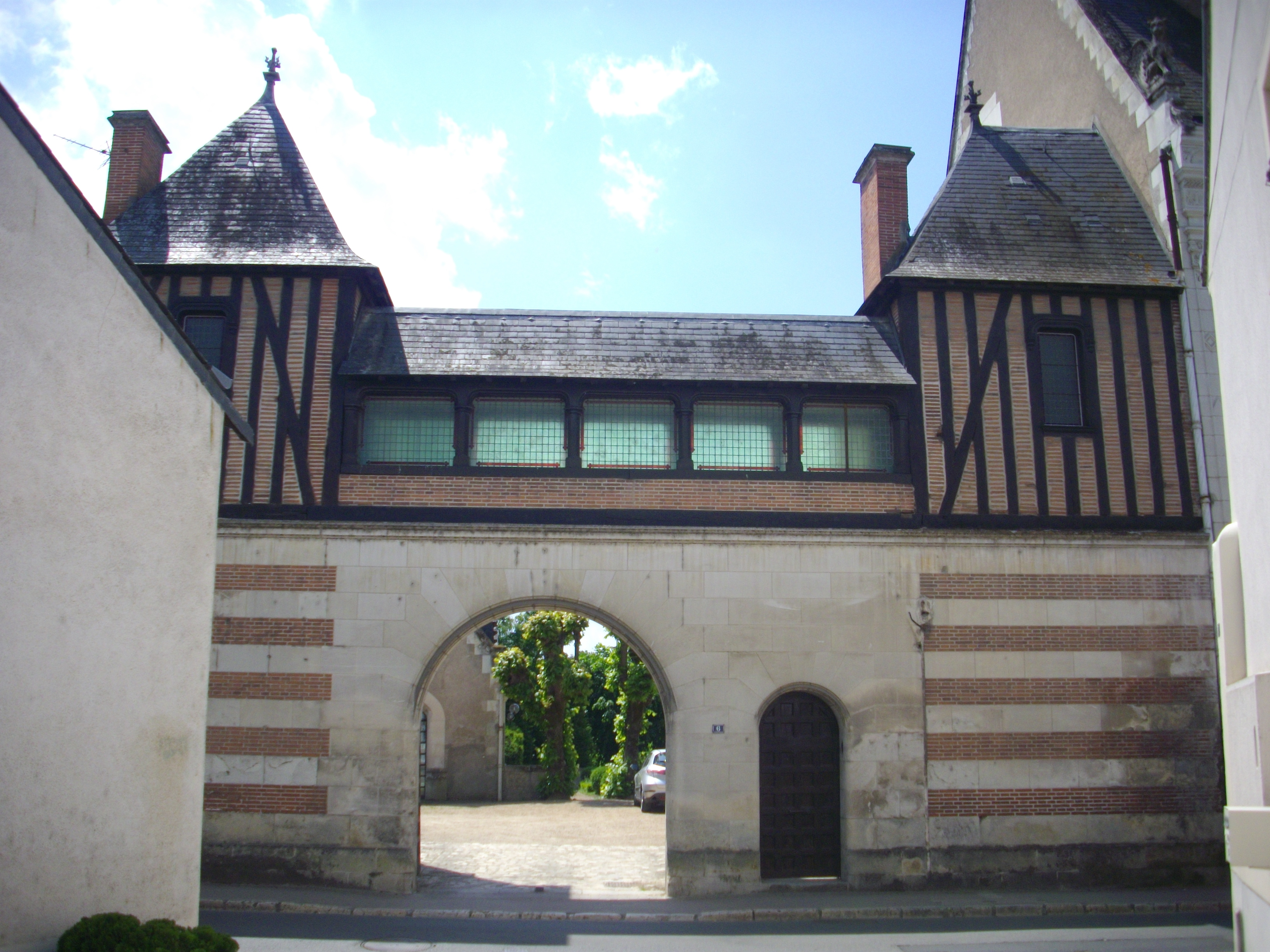
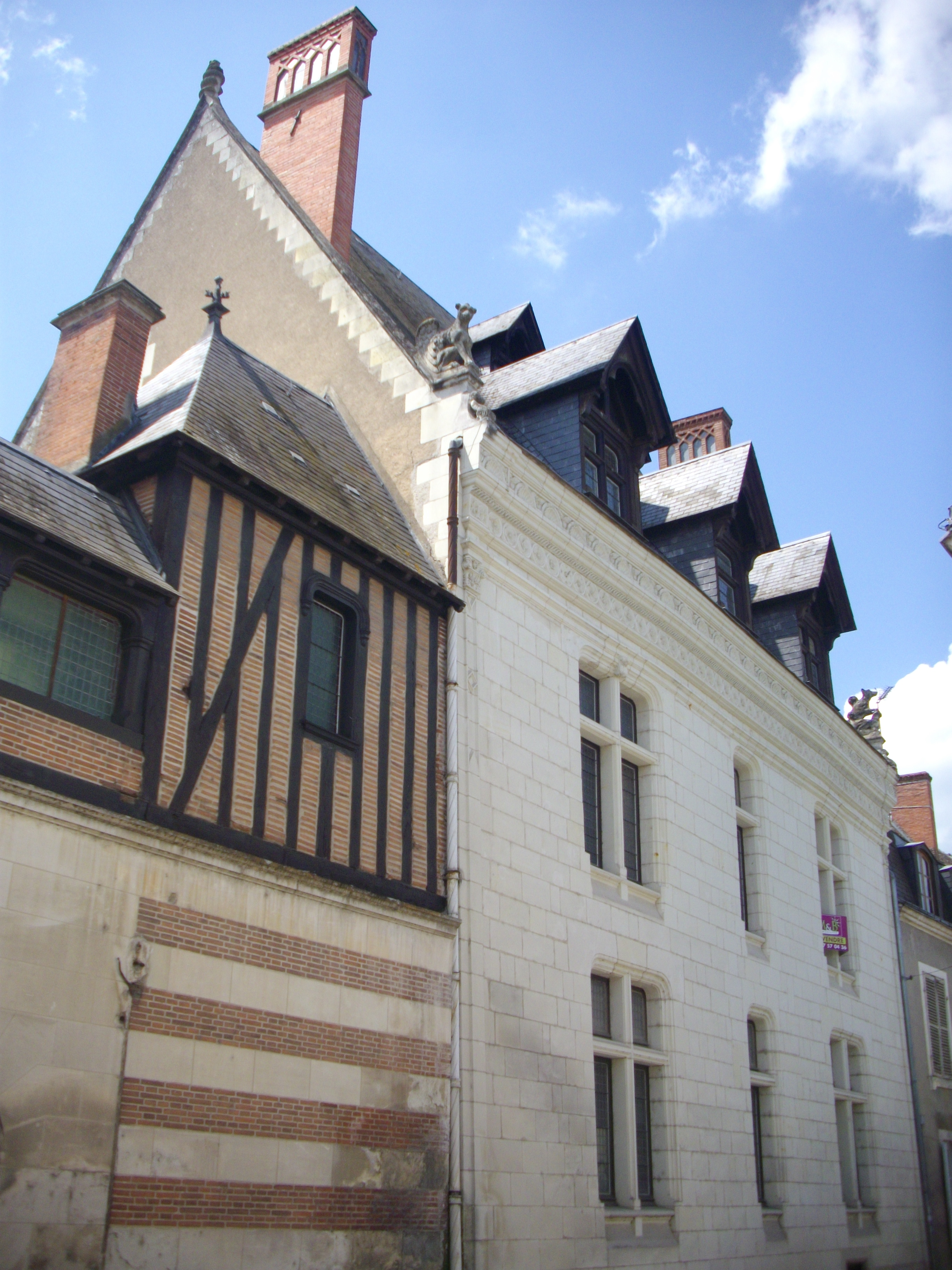